# 春の再来
『春の再来』（はるのさいらい、仏: Le Printemps, 英: The Return of Spring）は、フランスの画家ウィリアム・アドルフ・ブグローが1886年に制作した絵画である。油彩。原題の Le Printemps は「春」の意。ブグローの最も有名な絵画の1つであり、現在はアメリカ合衆国、ネブラスカ州オマハのジョスリン美術館に所蔵されている。

## 作品
ブグローが描いたのは「春」の寓意としてのニンフである。花の咲く緑に包まれたニンフはコントラポストのポーズで立っている。まどろみながら草むらに横たわっていたプットーたちは、彼女が姿を現したことで次々と目を覚まし、勝利の栄冠として彼女を祝福するかのように取り巻きながら飛翔している。ニンフはプットーたちに驚いて両腕で胸を覆っているが、その表情は恍惚としている。
ブグローはラファエロ・サンツィオの『ガラテイアの勝利』（Trionfo di Galatea）を参照した非の打ちどころのない技術とリアリズムによってニンフ像を磁器のように理想化している。また飛翔する3人のプットーたちの解剖学的描写は熟達した技量を見せており、さまざまなポーズをとりながらも本質的に同じ図を示している。本作品を描き上げたブグローはその出来栄えを自画自賛して「この･･･絵は本当にわくわくしました。若い女性の態度と表現は、まさにこの通りであると私は思います」と述べたが、1886年に最初に展示されたとき、一部の批評家は画家を「血と感情のない学問的形式主義」であると非難した。

## 来歴
『春の再来』はネブラスカ州オマハと深く結びついた絵画である。同市の美術コレクターであり芸術振興の熱心な推進者であったジョージ・ワシントン・リニンジャー（George Washington Lininger）が1890年に絵画作品の展示会を開いたとき、ブグローの『春の再来』は同展示会の目玉として18,000ドルの価格で販売された。ところがその年の12月、キャリー・ジャドソン・ウォービントン（Carey Judson Warbington）という若者が裸婦画に憤りを覚え、「女性の美徳を守るため」に絵画に向かって椅子を投げつけた。宗教的感情につき動かされた彼は「世界をこの絵画のように腐敗することから守るために一人の男の命を犠牲にすることは価値がある」と信じていた。このときの若者の行動によって『春の再来』は傷を負い、修復のためパリのブグローのもとに返還された。後年、リニンジャーはロンドンで『春の再来』を10,000ドルで購入し、自身のコレクションに加えた（1901年）。
リニンジャーのコレクションは1907年の彼の死去から20年後の1927年の未亡人の死後に競売にかけられ、そのうちのいくつかはオマハの外に去ったが、多くは地元のコレクターが購入した。『春の再来』は北アイルランド出身の画家ジョン・ローリー・ウォレスの助言でチャールズ・W・マーティン（Charles W. Martin）が購入した。彼はウォレスの助けを借りて、他にもジャン＝レオン・ジェロームの『ムゼジン（祈りの呼び声）』（The Muezzin, or The Call to Prayer）と『パシャの悲しみ』（The Grief of Pasha）、ロシアの画家コンスタンチン・マコフスキーの『猫とロシアの美女』（Russian Beauty with Cat）を購入した。彼のコレクションの多くは甥の1人フランシス・T・B・マーティン（Francis T.B. Martin）が所有した。1954年から1979年までジョスリン美術館の理事を務めたフランシスは叔父のコレクションを愛し、生前から多くの作品を寄贈しており、『春の再来』もまた彼によって1951年にジョスリン美術館に寄贈された。
以来、絵画はジョスリン美術館に所蔵されているが、19世紀の事件からほぼ1世紀後の1976年1月に絵画は再び傷を負った。精神病の病歴のある男がブロンズ像を手に取って絵画に投げつけ、像は保護ガラスを破ってキャンバスに穴を開けたが、絵画の最も重要な部分は負傷を免れた。

## 映画
1993年、『春の再来』は1870年代のアメリカ合衆国の上流階級を描いた映画『エイジ・オブ・イノセンス/汚れなき情事』のボーフォートハウスの社交シーンに登場した。ただし、絵画が完成したのは映画で描かれた時代よりも後であるので年代的に正確ではない。

## ギャラリー
ジョスリン美術館には『春の再来』以外にもブグローの作品が所蔵されている。

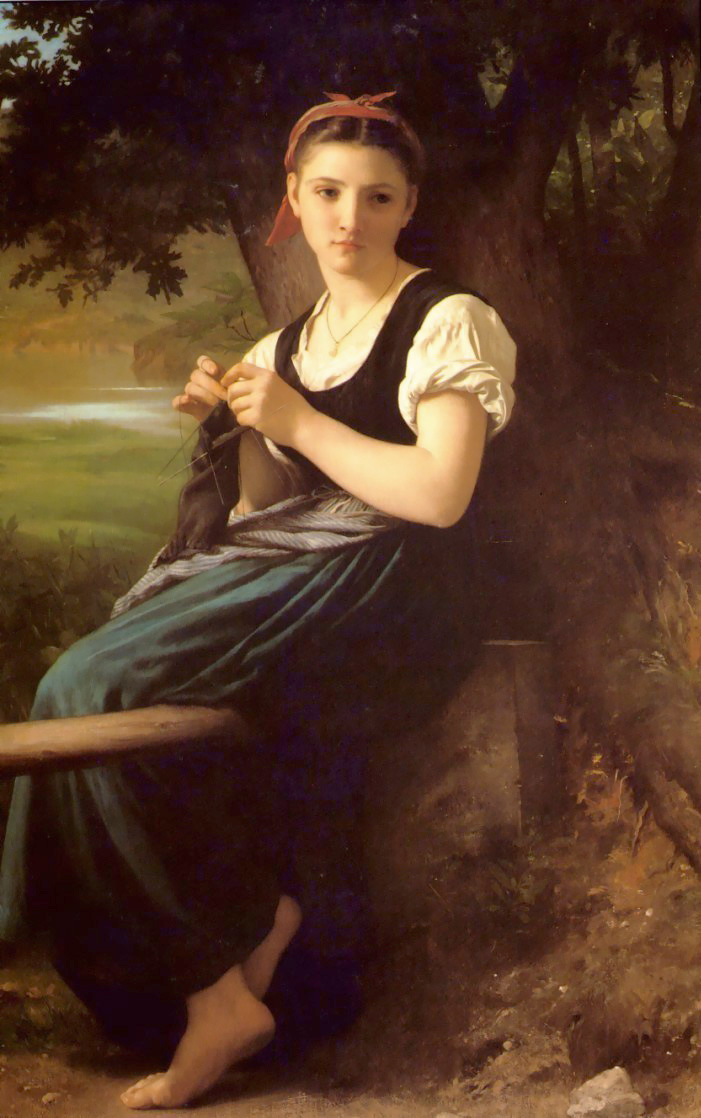
『編み物をする少女』1869年
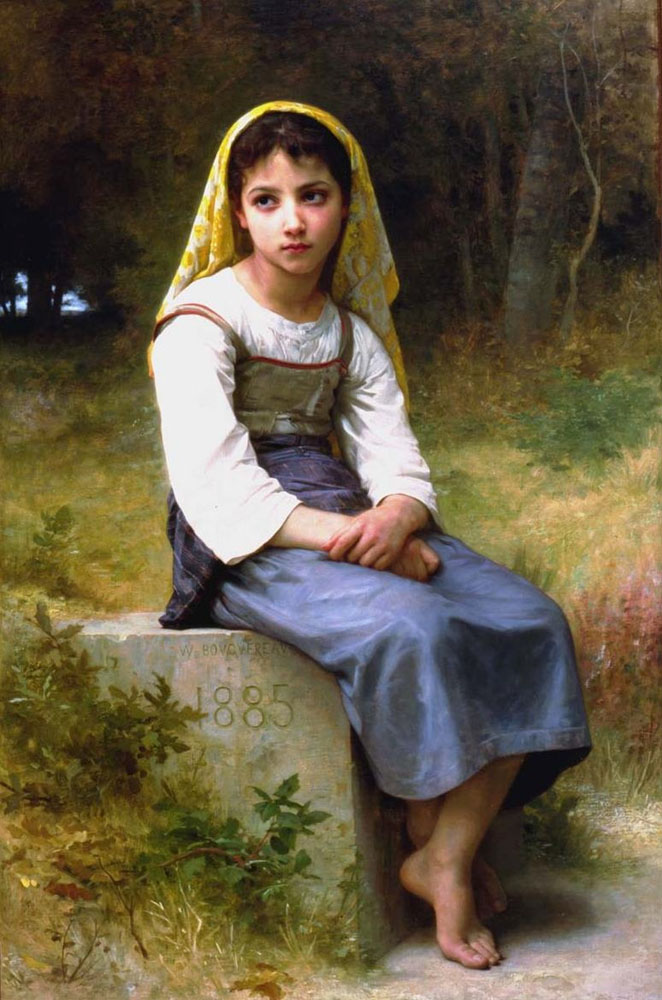
『思索』1885年